# ارنست ویشرت
ارنست ویچرت (انگلیسی: Ernst Wiechert; ۱۸ مهٔ ۱۸۸۷ – ۲۴ اوت ۱۹۵۰) معلم، شاعر، نویسنده، و افسر (ارتش) اهل جمهوری فدرال آلمان بود.

## زندگی‌نامه

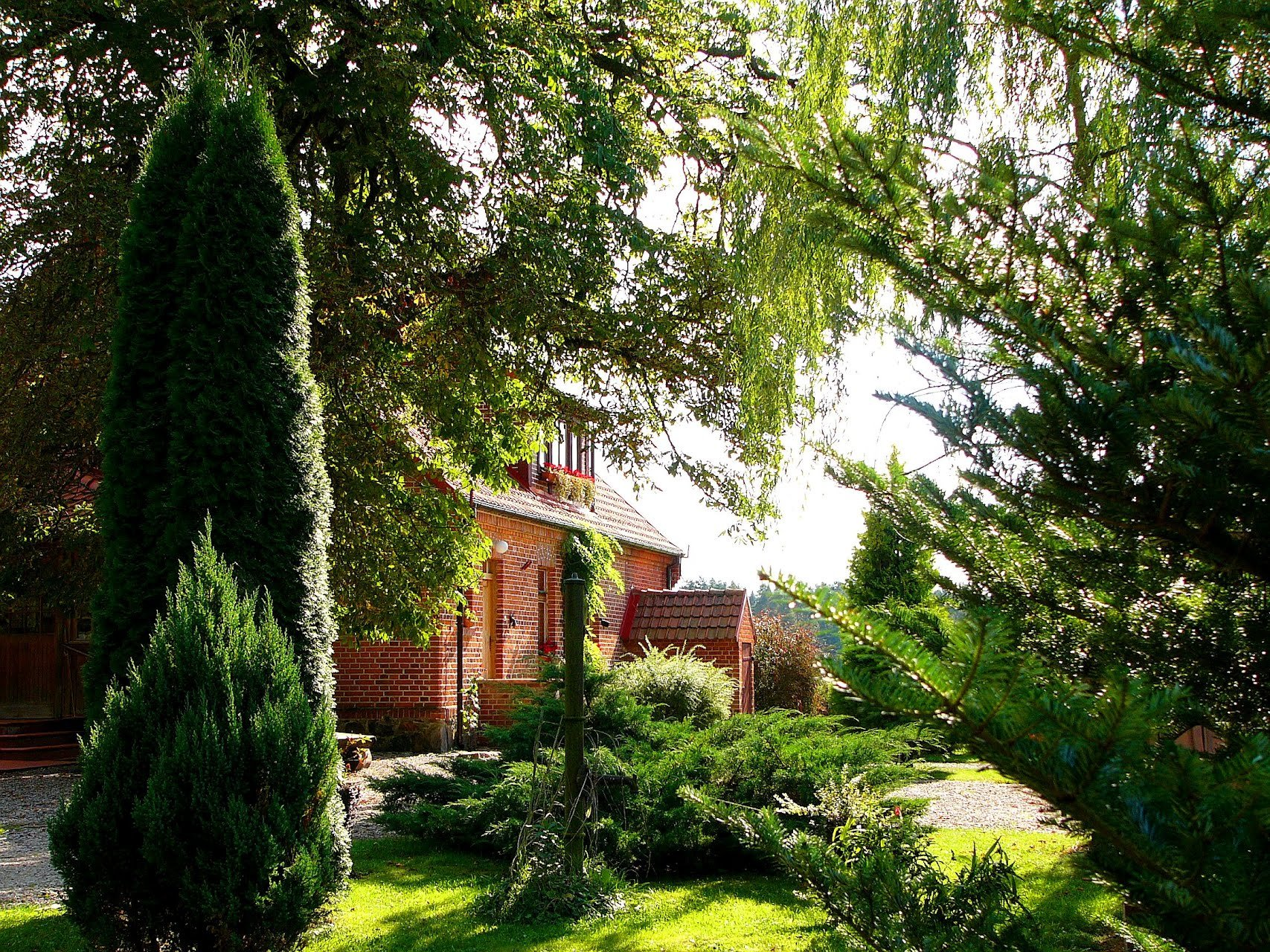
خانه زادگاه ویچرت و دوران کودکی وی

ویچرت در روستای کلینورت واقع در پروس خاوری، (که در حال حاضر روستای پیرسلاوک در لهستان است) متولد شد.
او در دهه ۱۹۳۰ یکی از نویسندگان رمان‌نویس مشهور آلمان بود. ویچرت آرمان‌های انسانی خود را در رمان‌ها و کتاب‌هایش نظیر «زندگی ساده» در ۱۹۳۹ و «کودکان جرومین» در۱۹۴۵–۱۹۴۷ برجسته می‌کرد.

## فعالیتهای بشردوستانه (مقاومت علیه فاشیسم)
ویچرت از ابتدا با نازیسم مخالفت داشت. او در سال‌های ۱۹۳۳ و ۱۹۳۵ از دانشجویان مقطع کارشناسی خود در مونیخ خواست تا دیدگاه‌های انتقادی خود علیه ایدئولوژی نازیسم را حفظ کنند. معنی این حرکت تداوم بر مقاومت داخلی محسوب می‌شد. یک دقیقه از سخنرانی وی به‌طور غیرقانونی در آلمان منتشر گردید و در سال ۱۹۳۷ از طریق جاسازی در نان پخته به مسکو رسید و در مجله تأثیرگذار در تبعید «جهان» منتشر شد. با اینحال در۱۹۳۸ ویچرت با گستاخی جرأت کرد آشکارا به انتقاد از شرایط زندان مارتین نیمولر که توسط نازی‌ها برپا شد ه بود بپردازد. او به فاصله کوتاهی بدنبال تقلب آلمان در انتخابات اتریش برای جذب این کشور، ویچرت را در آوریل ۱۹۳۸ دستگیر کرد.
بدنبال انتقاداتش از دولت آلمان نازی، به مدت چهار ماه در اردوگاه مرگ «بوخن‌والد» زندانی شد. او خاطرات خود را در دوران اسارت نوشت و این دستنوشته را دفن کرد. دستنوشته وی در سال ۱۹۴۵ تحت عنوان «شاخه خشکیده درخت» منتشر شد.
پس از جنگ ویچرت منتقد جامعه غرب آلمان بود. در سال ۱۹۴۸ او در ستفا سوئیس سکنی گزید و در اوت ۱۹۵۰ بدنبال ابتلا به سرطان فوت کرد و در ستفا به خاک سپرده شد.

## آثار
- فرار، رمان، (با نام مستعار: ارنست بارانی بجل)، ۱۹۱۶
- جنگل، رمان، ۱۹۲۲
- گرگ مرده، رمان، ۱۹۲۴
- بال‌های آبی، رمان، ۱۹۲۵
- عبادت خداوند، آندرس نیلند، رمان، ۱۹۲۶
- ماشین نقره ای، داستان کوتاه، ۱۹۲۸
- شور و شوق کمی، داستان کودک، رمان، ۱۹۲۹
- فلوت پان، داستان کوتاه، ۱۹۳۰
- هر کس، رمان، ۱۹۳۱
- خواهر یورگن دسکوسیل، ۱۹۳۲
- داستان پسر، رمان، ۱۹۳۳
- بازی گدایی آلمانی، بازی رادیو، ۱۹۳۳
- رمان بزرگ، ۱۹۳۴
- کاندیدای مرگ، داستان کوتاه، ۱۹۳۴
- پسر از دست رفته، بازی، ۱۹۳۵
- شهر طلایی، بازی، ۱۹۳۵
- رمان پاستورال، داستان کوتاه، ۱۹۳۵
- جنگل‌ها و انسان‌ها، خاطرات دوران کودکی، ۱۹۳۶
- سال مقدس، داستان کوتاه، ۱۹۳۶
- از همراهان وفادار، تفسیر اشعار، ۱۹۳۸
- آتلی، بهترین مرد، داستان کوتاه، ۱۹۳۸
- زندگی ساده، رمان، ۱۹۳۹، شابک ‎۳-۵۴۸-۲۴۸۲۶-۸
- کودکان جرومین، رمان، ۱۹۴۵/۷، شابک ‎۳-۷۸۴۴-۲۳۸۴-۱، ISBN 3-7844-2030-3
- توده تبار، داستان کوتاه، ۱۹۴۵/۷
- سوزاندن بوش، داستان کوتاه، ۱۹۴۵
- دیمیتریوس، داستان کوتاه، ۱۹۴۵
- شاخه خشکیده درخت، گزارش از اردوگاه کار اجباری بوخنوالد، ۱۹۴۶ (نوشته شده در سال ۱۹۳۷) شابک ‎۳-۵۴۸-۲۴۰۳۸-۰
- پری داستان ۱۹۴۶/۷
- بوفالو سفید یا از عدالت بزرگ ۱۹۴۶ (نوشته شده در سال ۱۹۳۷)
- کودکان فقیر کریسمس، بازی، ۱۹۴۶
- خوب یا جاودانه، بازی، ۱۹۴۶
- ژست، داستان کوتاه، ۱۹۴۷
- قاضی، داستان کوتاه، ۱۹۴۸
- سال‌ها و بارها، خاطرات، ۱۹۴۹، شابک ‎۳−۵۴۸−۲۲۱۱۹-X
- مادر، داستان کوتاه، ۱۹۴۸
- نام خانم سینا، رمان ۱۹۵۰
- یکی عجیب و غریب، رمان، ۱۹۵۱
- آخرین آهنگ‌ها، اشعار، ۱۹۵۱
- یک هواپیما در سراسر کشور، داستان کوتاه انتخاب شده توسط لیلی ویچرت، ۱۹۵۱
- زندانی شماره ۷۱۸۸، یادداشت‌های دفتر خاطرات و نامه‌ها، ۱۹۶۶

## فهرست کتاب
- هانس ابلینگ: ارنست ویچرت. کار شاعر برلین ۱۹۳۷.
- کارول پترسن: ارنست ویچرت. مرد سکوت هامبورگ: امداد رسمی هانسیشر ۱۹۴۷ (= شاعر کنونی؛ ۱)
- نویسنده‌های مختلف: ارنست ویچرت. مرد و کار او. کتابشناسی مونیخ: وردر کورت دش. ۱۹۵۱
- هلموت اولش: ارنست ویچرت. نسخه دوم ووپرتال-بارمن: میلر ۱۹۵۶ (= شعر و تفسیر؛ ۳)
- گیدو رینر: ارنست وایتچترت کتابشناسی ۱۹۱۶–۱۹۷۱، قسمت ۱. پاریس ۱۹۷۲.
- یورگن فانگ مایر: ارنست ویچرت. گفتگو مذهبی با شاعر. Zurich: Theological Verl 1976. (= مطالعات دینی، ۱۱۷) شابک ‎۳-۲۹۰-۱۷۱۱۷-۵
- یورگ هاوتویگ: رایش سوم در کار ارنست ویچرت. تفکر تاریخی، خودآگاهی و عمل ادبی. Frankfurt am Main a.a: Lang 1984 (= نشریات دانشگاهی اروپا، ردیف ۱، زبان و ادبیات آلمان، ۷۳۹) شابک ‎۳-۸۲۰۴-۵۱۵۷-۹
- هیو الکساندر بوگ: ارنست ویچرت: کارهای پرویز دربارهٔ زندگی و بار او. اشتوتگارت ۱۹۸۷. (= Stuttgarter Arbeiten zur Germanistik 130)
- ویلیام نیوان: ارنست ویچرت و نقش او بین ۱۹۳۳ و 1945 (PDF، 126KB)، مطالعات جدید آلمانی، ۱6 (1990)، ۱–۲۰.
- ارنست ویچرت امروز، ویراستار. V. گویو رینر تو کلاوس Weigelt. Frankfurt am Main: R. G. Fischer 1993. (= *نوشته‌های جامعه بین‌المللی ارنست ویچرت، شابک ‎۳-۸۹۴۰۶-۶۷۷-۶
- جورجیتا کاتاکسین: زمین و مردم لیتوانیایی در آثار نویسندگان آلمانی قرن نوزدهم / ۲۰ قرن (H. Sudermann, E. Wiechert, A. Miegel و J. Bobrowski). ویلشر: ولو، ماتریسا ۱۹۹۷. شابک ‎۹۹۸۶-۶۴۵-۰۴-۲
- آنت شولولینگر: «دیواره‌های داخلی و اضافی». ادبیات آلمانی در تبعید و مهاجرت داخلی. یک مقایسه نمونه. هایدلبرگ: زمستان ۱۹۹۹. (= مقالات در تاریخ اخیر ادبیات، F. 3، Bd. 161) شابک ‎۳-۸۲۵۳-۰۹۵۴-۱
- تشویق و تشویق مشارکتهای ارنست ویچرت و کار او. در دهمین سالگرد انجمن بین‌المللی ارنست ویچرت (IEWG)، ویرایش. V. Hans-Martin Plesske u. کلاوس Weigelt. فرانکفورت / اصلی: R. G. Fischer 1999. نوشته‌های ارنست ویچرت جامعه بین‌المللی شابک ‎۳-۸۹۵۰۱-۷۸۴-۱
- فرانتس‌ها شراگه: وایمر – بوخنوالد. ردیابی قدرت نابودی سوسیالیستی در اثر آثار ارنست ویچرت، یوجین کتون، جورج سمرپور. دوسلدورف: Grupello-Verl. 1999. شابک ‎۳-۹۳۳۷۴۹-۰۸-۵
- از چیزهای ماندگار دربارهٔ ارنست ویچرت و کار او، ویرایش. فا بارتر بوینتنائو، هانس-مارتین پلسکه. فرانکفورت نسخه اصلی: آر جی فیشر ۲۰۰۲. (= نوشته‌های جامعه بین‌المللی ارنست ویچرت۳ شابک ‎۳-۸۳۰۱-۰۴۰۲-۲
- مانفرد فرانک: فراتر از جنگل. نویسنده ارنست ویچرت به عنوان سخنران و نویسنده سیاسی است. کلن: SH-Verl. 2003 شابک ‎۳-۸۹۴۹۸-۱۲۶-۱